# Cryptothelea ernesti
Cryptothelea ernesti är en fjärilsart som beskrevs av Franciscus J.M. Heylaerts 1885. Cryptothelea ernesti ingår i släktet Cryptothelea och familjen säckspinnare. Inga underarter finns listade i Catalogue of Life.